# Lac Valets
Pour les articles homonymes, voir Valets.
Le lac Valets est un plan d'eau douce chevauchant les cantons Valets et Girouard, dans le territoire de Senneterre (ville), dans la municipalité régionale de comté (MRC) La Vallée-de-l'Or, dans la région administrative de Abitibi-Témiscamingue, dans la province de Québec, au Canada.
La foresterie constitue la principale activité économique du secteur ; les activités récréotouristiques arrivent en second. Sa surface est généralement gelée du début de décembre à la fin avril.
Le bassin versant du lac Valets est surtout desservi par une route forestière qui remonte vers le Nord entre la rivière Capousacataca et le lac Valets.

## Géographie
Ce lac de 18,5 km comporte deux parties au Nord et une longue baie s’étendant sur 9,4 km vers le Sud. Ce plan d’eau se situe relativement en parallèle et du côté Ouest de la rivière Capousacataca.
Le lac Valets s’approvisionne du côté Est par la décharge des lacs Adjutor et Robitaille ; et du côté Ouest par la décharge du lac Bird, le ruisseau B.-B.-C. drainant un ensemble de lacs dont Kâwininonamebanekak et Kâpiskagamak, la décharge du lac Kâmakabosikak et le ruisseau Kâkiyâckowok drainant un ensemble de lacs dont Tuillé, Wiashgamic et Joe.
L’embouchure de ce lac est localisé au fond d’une baie du Nord-Est 7,4 km au Nord de la confluence de la rivière Capousacataca avec la rivière Mégiscane ; à 53,8 km au Nord-Est de la confluence de la rivière Mégiscane avec le lac Parent (Abitibi) ; à 40,7 km au Nord de la gare de Paradis du chemin de fer du Canadien National et à 64,7 km au Nord-Est de Senneterre (ville).
Les principaux bassins versants voisins du lac Valets sont :
- côté Nord : rivière Capousacataca, rivière Wetetnagami, rivière Lecompte ;
- côté Est : rivière Capousacataca, rivière Mégiscane ;
- côté Sud : ruisseau Jim, rivière Mégiscane, lac Faillon ;
- côté Ouest : rivière Collin, rivière Delestres, rivière Lecompte.

Le lac Valets se déverse au fond d'une baie au Nord-Est dans la rivière Capousacataca.

## Toponymie
Le toponyme "lac Valets" a été officialisé le 5 décembre 1968 par la Commission de toponymie du Québec lors de sa création.